# 9857 Hecamede
9857 Hecamede este o planetă minoră (asteroid), cu un diametru de 49,518 km, din Asteroid troian al lui Jupiter. A fost descoperită pe 10 martie 1991 la Observatorul Siding Spring de Robert H. McNaught și a fost numită după Hecamede⁠(d). 
Obiectul prezintă o orbită caracterizată de o semiaxă mare de 5,1522667 UAi, o excentricitate de 0,03, o înclinație de 19,61513 ° în raport cu ecliptica.